# Лощенков, Фёдор Иванович
Фёдор Ива́нович Лощенко́в (1915 — 2009) — советский партийный деятель: первый секретарь Новосибирского городского комитета КПСС (1955—1959), первый секретарь Ярославского областного комитета КПСС (1961—1986), председатель Государственного комитета СССР по материальным резервам (1986—1989).

## Биография
Родился 6 февраля (24 января) 1915 года в деревне Сморкачевка Рославльского уезда (ныне — Ершичский район Смоленской области) в крестьянской семье (отец — Иван Борисович, мать — Агриппина Григорьевна), русский. В 1934–1936 — учился в Рославльском механическом техникуме; в 1938–1943 — учился в Московском авиационном институте имени С. Орджоникидзе (по специальности «инженер-технолог», дипломный проект на тему «Проектирование самолётостроительного завода»).
С 1932 года работал весовщиком станции Рославль Западной железной дороги. В 1936 — бригадир, техник вагоноремонтного пункта станции Родаково (Донецкая железная дорога). В 1936–1938 служил в РККА (командир танка разведывательного танкового батальона). С начала 1943 инженер-инспектор по восстановлению и ремонту техники авиационного завода № 301 в Московской области. С марта 1943 по октябрь 1944 года работал во фронтовых бригадах по восстановлению самолётов в авиачастях действующей армии Карельского, Ленинградского, Западного фронтов и в авиации Черноморского Военно-морского флота.

## Партийная карьера
Член ВКП(б) с 1943 года.

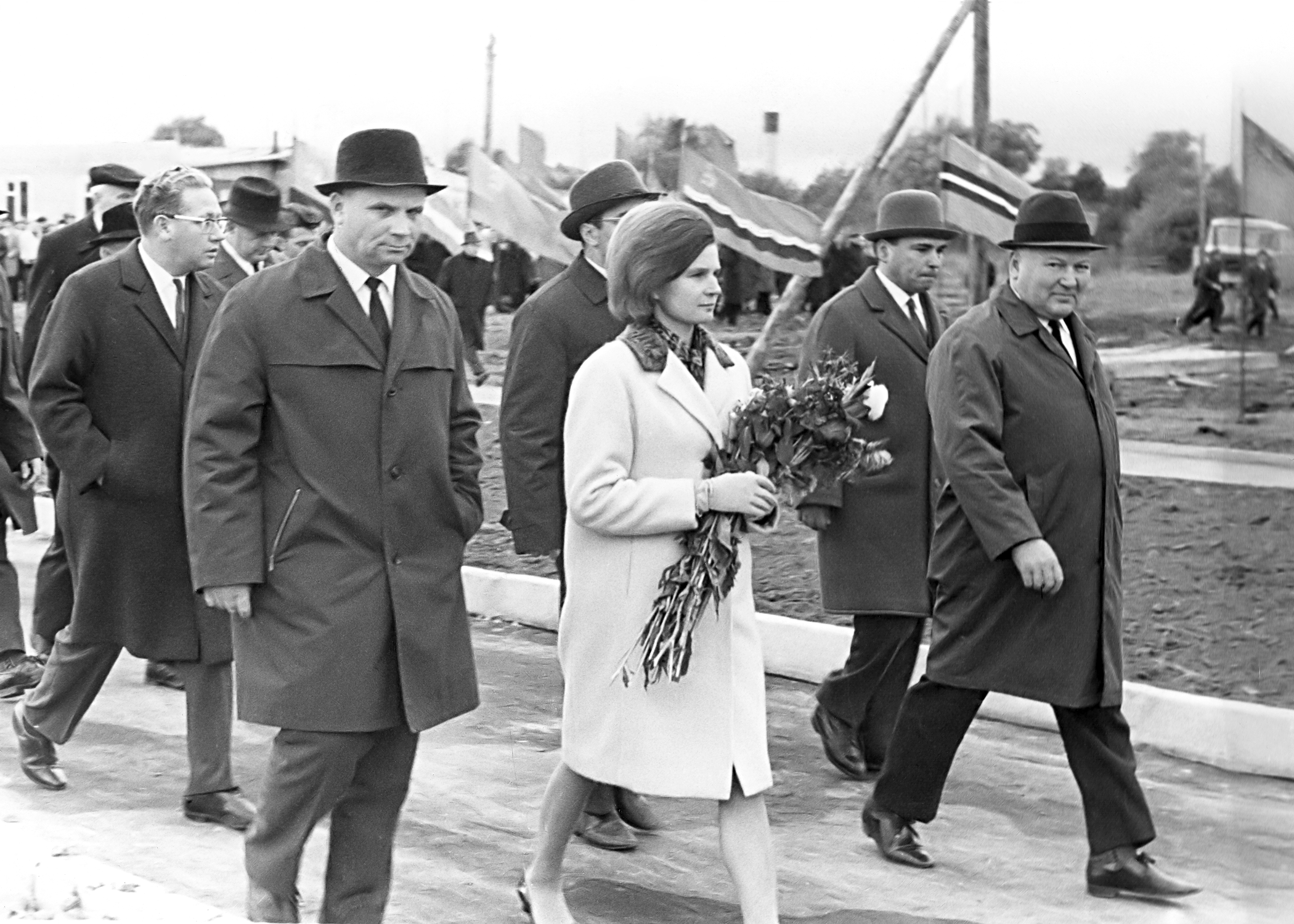
Космонавт В. В. Терешкова и первый секретарь Ярославского областного комитета КПСС Ф. И. Лощенков на открытии ленинского музея в Горках, Переславский район. 1969 год.

- 1944—1946 — слушатель Высшей партийной школы при ЦК ВКП(б).
- 1946—1951 — заместитель заведующего отделом Новосибирского областного комитета, заместитель секретаря, заведующий промышленно-транспортным отделом Новосибирского городского комитета ВКП(б);
- 1951—1954 — 1-й секретарь Дзержинского районного комитета партии (Новосибирск);
- 1954—1955 — 2-й секретарь Новосибирского городского комитета КПСС;
- 1955—1959 — 1-й секретарь Новосибирского городского комитета КПСС;
- 1959 — май 1961 — 2-й секретарь Новосибирского областного комитета КПСС.
- май—июнь 1961 — инспектор ЦК КПСС.
- 17 июня 1961 — январь 1963 — 1-й секретарь Ярославского областного комитета КПСС;
- январь 1963 — декабрь 1964 — 1-й секретарь Ярославского промышленного областного комитета КПСС;
- декабрь 1964 — 23 июня 1986 — 1-й секретарь Ярославского областного комитета КПСС.

Оценки его деятельности в Ярославской области противоречивы. С одной стороны, он считался крепким хозяйственником, с другой стороны, он безропотно выполнял все партийные директивы. С его именем связываются значительные успехи области в промышленной сфере, в строительстве, других отраслях народного хозяйства. При нём были построены мосты через Волгу в Рыбинске и Ярославле, созданы государственный университет, Рыбинский авиационный институт, политехнический институт, филиал сельхозакадемии им. Тимирязева, театр юного зрителя, цирк, реконструирован театр им. Ф. Волкова, построен речной вокзал.
Ярославский историк В. И. Андрианов: «С середины 70-х годов в области год от года уменьшалось производство мяса и молока. Неблагополучно было и с урожайностью зерновых. Вместо одной электрички, ходившей до Москвы, подумывали ввести две: ярославцы уже привыкли мясом и колбасой отовариваться в московских магазинах. По потреблению овощей Ярославская область занимала одно из последних мест в России».
По его указанию в Ярославле были уничтожены несколько кварталов зданий исторической застройки XIX века.
«Советская Россия», 2 декабря 1987 года: «Такого запустения крестьянских подворий, как в Ярославской области, вряд ли где еще можно сыскать по всей Российской Федерации. И самое удивительное: за разорение (иного слова не подберешь!) крестьянских подворий до сих пор никто никакой ответственности не понес. …Сегодняшние просчеты прежде всего следствие некритических, поверхностных оценок того, что делалось в области на протяжении многих лет».
Кандидат в члены ЦК КПСС (1961—1976); член ЦК КПСС (1976—1990). Июнь 1986 — июль 1989 — председатель Государственного комитета СССР по материальным резервам. Депутат Совета Союза Верховного Совета СССР VI—XI созывов (1962—1989) от Ярославской области.
Был избран делегатом XIX партконференции от Ярославской области. 8 июня 1988 года в Ярославле на Волжской набережной у памятника Некрасову состоялся митинг. В нём приняли участие около пяти тысяч человек. Из резолюции, принятой на митинге: «Мы считаем, что человек, на протяжении стольких лет игнорировавший интересы народа, способствовавший возникновению тех негативных явлений, которые сегодня называют застойными, не имеет морального права участвовать в работе Всесоюзной партконференции, тем более представлять на ней Ярославскую область. Учитывая эти обстоятельства, а также тот факт, что „выборы“ Ф. Лощенкова были проведены недемократичным путем, без обсуждения его кандидатуры в низовых партийных организациях, мы выражаем недоверие Ф. Лощенкову как делегату и просим лишить его мандата…». Внеочередной пленум обкома КПСС удовлетворил требование общественности: Ф. И. Лощенков был выведен из состава ярославской делегации. Заметку (письмо библиотекаря Малыгиной) с критикой Лощенкова опубликовала «Правда». Репортаж о митинге был напечатан в ярославской газете «Юность».

## На пенсии
С июля 1989 — на пенсии. Жил в Москве. Изданы две книги его мемуаров и книга интервью с ним.
Скончался 2 ноября 2009 года, похоронен на Троекуровском кладбище.

## Семья
Жена с 1949 года — Вера Степановна (1928—2004). Дочери Наталья, Елена и Ирина.

## Интересные факты
Будучи первым секретарём Ярославского обкома, почти всегда добирался от дома (на Волжской набережной) до места своей работы и обратно на служебной «Волге», хотя это расстояние составляет всего лишь около 400 м.
Негативно относился к трамваю, считая его устаревшим видом транспорта. По его инициативе было остановлено строительство трамвайной линии к нефтеперерабатывающему заводу, сняты рельсы со многих центральных улиц. Долгое время он не разрешал начать строительство линии в Северный жилой район («Брагино»).
С новосибирского периода его коллегой и другом являлся Е. К. Лигачев, что немало помогло Ф. И. Лощенкову продержаться в политике до 1990 года.

## Награды
- 2 ордена Ленина
- 3 ордена Трудового Красного Знамени
- Почётный гражданин Ярославской области
- знак «За заслуги перед г. Ярославлем»
- медаль «За победу над Германией в Великой Отечественной войне 1941—1945 гг.»
- другие медали и награды

## Память
- В Ярославле на доме на Волжской набережной, где жил Лощенков, ему установлена мемориальная доска[8].

## Сочинения
- Лощенков Ф. И. От Сталина до Горбачёва: жизненные наблюдения. — Ярославль: ЛИЯ, 2000. — 79 с. — ISBN 5-86895-036-4
- Лощенков Ф. И. Портрет в обрамлении времени / ред. и сост. А. П. Разумов. Ярославль: ЛИЯ, 2006. — 160 с. — 1000 экз. — ISBN 5-86895-075-6